# Czesław Gluza
Czesław Tadeusz Gluza (ur. 11 czerwca 1956 w Wiśle) – polski polityk, urzędnik samorządowy, w latach 2008–2011 starosta cieszyński, poseł na Sejm VII kadencji.

## Życiorys
Ukończył studia z zakresu socjologii na Uniwersytecie Jagiellońskim. W 1981 był zatrudniony w pracowni badań społeczno-zawodowych przy zarządzie Regionu Podbeskidzie NSZZ „Solidarność”. Później pracował w urzędzie miejskim w Ustroniu, dochodząc do stanowiska naczelnika wydziału.
W wyborach samorządowych w 1998 bezskutecznie ubiegał się o mandat radnego powiatu cieszyńskiego z listy Unii Wolności. W wyborach samorządowych w 2006 i w 2010 z ramienia Platformy Obywatelskiej był wybierany w skład tego gremium. W styczniu 2008 został przez radnych powołany na urząd starosty tego powiatu w miejsce Mirosława Kożdonia. Utrzymał to stanowisko również po wyborach samorządowych w 2010.
W wyborach parlamentarnych w 2011 uzyskał mandat poselski z listy PO, otrzymując 13 334 głosy w okręgu bielskim. W listopadzie 2014 został wykluczony z partii za powołanie konkurencyjnego komitetu Wspólnota Dla Ziemi Cieszyńskiej w wyborach samorządowych. We wrześniu 2015 został kandydatem Zjednoczonej Lewicy do Sejmu następnej kadencji, przeszedł też z klubu parlamentarnego PO do klubu poselskiego Sojuszu Lewicy Demokratycznej. Nie został wybrany na kolejną kadencję Sejmu. W 2018 z ramienia Cieszyńskiej Inicjatywy Samorządowej kandydował na burmistrza Cieszyna, zajmując ostatnie, 5. miejsce. W 2024 bezskutecznie ubiegał się o mandat radnego powiatu z listy Bezpartyjnych Samorządowców.

## Odznaczenia
- Brązowy, Srebrny i Złoty Medal „Za Zasługi dla Pożarnictwa”[11]